# Book of Kells
Book of Kells (irsk: Leabhar Cheanannais (eller Book of Columba)) er et illumineret manuskript på latin med de fire evangelier fra Det Nye Testamente samt indledende tekster. Manuskriptet blev nedskrevet af keltiske munke omkring år 800, muligvis lidt tidligere. Evangelieteksterne er fortrinsvis hentet fra Vulgata, bibeludgaven på latin fra begyndelsen af det 5. århundrede, men en del passager stammer fra Vetus Latina, en tidligere udgave. Book of Kells er et mesterværk i vestlig kalligrafi og insulær kunst. Bogen er en af Irlands største nationale skatte.

## Opbevaring
Bogen opbevares på biblioteket på Trinity College i Dublin, hvor den er permanent udstillet.